# Sopwith Buffalo
El Sopwith Buffalo fue un avión de reconocimiento y caza blindado británico de la Primera Guerra Mundial. Sopwith construyó un biplano monomotor, dos ejemplares del Buffalo, para llevar a cabo misiones de reconocimiento a baja altura sobre las trincheras, mientras estaba protegido contra el fuego de ametralladoras desde tierra, pero no hubo ninguna producción, y el final de la guerra eliminó la necesidad de un avión así.

## Diseño y desarrollo
En julio de 1918, el Ministerio del Aire británico solicitó a Sopwith, que ya estaba construyendo el caza monoplaza blindado de ataque terrestre Sopwith Salamander, que construyera un avión blindado biplaza para llevar a cabo la peligrosa misión de patrulla de contacto. Esta misión implicaba volar a baja altitud sobre el campo de batalla para localizar y mantenerse en contacto con las fuerzas atacantes, manteniendo así a los comandantes en contacto con el progreso de la batalla. Esto exponía a los aviones que llevaban a cabo este tipo de misiones al fuego pesado de armas pequeñas desde las trincheras enemigas, lo que provocaba numerosas bajas.
El diseño de Sopwith, el 3F.2 Buffalo, era un biplano tractor monomotor, con sus alas de madera de dos vanos tomadas del anterior caza Bulldog de Sopwith. Al igual que el Salamander, el fuselaje delantero estaba hecho de placas blindadas y pesaba alrededor de 340 kg, con la parte inferior del fuselaje de 8 mm de espesor, con los lados y el frente de placas de 5 mm. La caja blindada llegaba hasta la cabina del observador y protegía a la tripulación, junto con los depósitos y tuberías de combustible, el carburador y las magnetos.
El primer prototipo voló el 19 de septiembre de 1918, volando a Francia para su evaluación de campo el 27 de septiembre. El segundo prototipo, cuyo blindaje se extendió más hacia atrás, voló en octubre. Si bien las pruebas demostraron que el Buffalo tenía un buen rendimiento y prometía ser un excelente avión de patrulla de contacto, el final de la guerra acabó con los planes de producción a gran escala. Los dos prototipos fueron enviados al Escuadrón n.º 43, sirviendo con el Ejército de Ocupación Británico en Bickendorf, cerca de Colonia, Alemania, pero rápidamente resultaron dañados en accidentes.

## Operadores
Australia
- Cuerpo Aéreo Australiano

 Reino Unido
- Real Fuerza Aérea

## Especificaciones
Referencia datos: British Aeroplanes 1914-18.

### Características generales
- Tripulación: Dos (piloto y observador)
- Longitud: 7,1 m (23,3 ft)
- Envergadura: 11,1 m (36,5 ft)
- Altura: 2,9 m (9,5 ft)
- Superficie alar: 30,3 m² (326,2 ft²)
- Peso vacío: 988 kg (2177,6 lb)
- Peso cargado: 1393 kg (3070,2 lb)
- Planta motriz: 1× motor rotativo de 9 cilindros refrigerado por aire Bentley B.R.2.
  - Potencia: 170 kW (234 HP; 231 CV)
- Hélices: Bipala
- Diámetro de la hélice: 2,59 m[7]
- Capacidad de combustible: 110 L

### Rendimiento
- Velocidad máxima operativa (Vno): 183 km/h (114 MPH; 99 kt) a 300 m (1000 pies)
- Alcance: 443 km (239 nmi; 275 mi) [8]
- Techo de vuelo: 2700 m (8858 ft)
- Tiempo a altitud: 4 min 55 s para 910 m (3000 pies)

### Armamento
- Ametralladoras: 

  - 1x Vickers de 7,7 mm frontal
  - 1x Lewis de 7,7 mm flexible en la cabina trasera

## Aeronaves relacionadas

### Desarrollos relacionados
- Sopwith Bulldog

### Aeronaves similares
- Junkers J.I
- AEG J.I
- Albatros J.I
- Sopwith Salamander

### Secuencias de designación
- Secuencia _F._ (interna de Sopwith): ← 7F.1 - 8F.1 - 3F.2 (I) - 3F.2 (II)